# 김유성 (1995년)
김유성(1995년 1월 24일~)은 북한의 축구 선수로 현재 4.25체육단에서 공격수로 활동 중이며 북한 A대표팀에서는 국제 A매치 통산 17경기 8골을 기록하고 있다.

## 구단 경력
강원도 원산시 출신으로 4.25체육단에 입단한 이후 몽골 내셔널 프리미어리그 에르침과의 2017년 AFC컵 I조 조별리그 1차전에서 무려 5골을 폭격하며 팀의 6-0 대승과 함께 지역간 준결승 진출을 이끌었으나 인도 슈퍼리그 벵갈루루 FC와의 지역간 준결승에서 1·2차전 합계 0-3으로 완패를 당하며 지역간 결승 진출이 무산되었다.

## 국가대표팀 경력
2016년 베트남과의 친선 경기에서 국제 A매치 데뷔전을 치른 김유성은 이후 2017년 6월 6일 카타르와의 친선 경기에서 A매치 데뷔골을 신고하며 2-2 무승부를 이끌어냈다.
그리고 북한 U-23 대표팀 소속으로 같은 해 7월에 열린 2018년 AFC U-23 챔피언십 예선에 출전하여 대만전 해트트릭을 비롯해 무려 4골을 터뜨리는 맹활약으로 3회 연속 AFC U-23 아시안컵 본선행을 이끌었고 이후 본선에도 참가하여 일본과의 B조 최종전에서 득점을 기록했으나 팀의 조별리그 탈락(1승 1무 1패·B조 3위)까지는 막지 못했다.
그 뒤 2019년 AFC 아시안컵 3차 예선 6경기에 모두 선발 출전해 무려 6골을 폭격했고 이 가운데 말레이시아와의 B조 5차전에서 해트트릭을 작성하며 북한의 3회 연속이자 통산 5번째 아시안컵 본선 진출을 책임졌다.
이후 2018년 아시안 게임에 U-23 대표팀의 일원으로 참가하여 5경기에서 4골을 터뜨려 팀내 대회 최다 득점자에 오르며 팀이 은메달을 획득했던 2014년 아시안 게임에 이어 2연속 아시안 게임 축구 8강 진출에 기여했지만 팀은 8강에서 아랍에미리트와 승부차기까지 가는 접전 끝에 3-5로 패하며 2회 연속 4강 진출이 좌절되었다.
그리고 2018년 11월 11일 열린 몽골과의 2019년 EAFF E-1 풋볼 챔피언십 2라운드 1차전에서 팀의 2번째 득점을 성공시키면서 4-1 완승에 일조했으며 팀은 2라운드 3경기에서 2승 1무로 홍콩과 승률과 득실차에서 동률을 이뤘지만 득점수에서 단 1골차로 밀려 홍콩에 결승 리그 진출 티켓을 내주고 말았다.

## 기록

### 국가대표팀
북한 U-23
- 아시안 게임 : 8강 (2018)